# راینباخ ایم مولکرایس
راینباخ ایم مولکرایس (به آلمانی: Rainbach im Mühlkreis) یک منطقهٔ مسکونی در اتریش است که در ناحیه فرایشتات واقع شده‌است. راینباخ ایم مولکرایس ۴۹٫۱ کیلومتر مربع مساحت دارد ۷۱۹ متر بالاتر از سطح دریا واقع شده‌است.